# František Čupr (politik)
František Čupr (11. listopadu 1932 Býkovice - 8. září 2008) byl český archivář, odborník na patentové právo a politik, po sametové revoluci československý poslanec Sněmovny národů Federálního shromáždění za KDU-ČSL.

## Biografie
Působil jako archivář v Prostějově. V letech 1957-1960 působil na ONV v Prostějově. Profiloval se jako odborník na patentové právo.
Ve volbách roku 1992 byl zvolen za KDU-ČSL do české části Sněmovny národů (volební obvod Jihomoravský kraj). Ve Federálním shromáždění setrval do zániku Československa v prosinci 1992. Profesně se tehdy uváděl jako přednosta Okresního úřadu Brno-město. Do této funkce byl jmenován roku 1991.
Později působil jako předseda Komory patentových zástupců ČR.
Jeho bratrem je bývalý jezuitský provinciál Josef Čupr.